# Томилова (Свердловская область)
Томилова — деревня в Слободо-Туринском районе Свердловской области России, входит в состав муниципального образования «Сладковское сельское поселение». 

## Географическое положение
Деревня Томилова расположена в 20 километрах (по дорогам в 23 километрах) к северо-западу от села Туринская Слобода, на правом берегу реки Туры. В двух километрах к северу от деревни проходит автотрасса Туринская Слобода — Туринск.

## Население
| 2002 | 2010 | 2021 |
| ---- | ---- | ---- |
| 170  | ↘118 | ↘80  |